# Mesoregione di Bauru
Bauru è una mesoregione dello Stato di San Paolo, in Brasile.

## Microregioni
Comprende 5 microregioni:
- Avaré
- Bauru
- Botucatu
- Jaú
- Lins